# Katharina von Sydow
Katharina von Sydow, född 1966 i Laholm, är en svensk polis som sedan den 28 september 2022 är ordförande för Polisförbundet. Hon var tidigare (2016–2022) ordförande för Polisförbundets region Väst. Hon avlade polisexamen 1990 och har bland annat arbetat som närpolis, utredare och kommunpolis. Innan hon började arbeta fackligt på heltid 2013, var hon kommunpolis i Laholm.
När valberedningen nominerade Katharina von Sydow till ny ordförande var det med motiveringen att hon är kompetent och diplomatisk men också kan säga ifrån.